# Беклян (комуна)
Беклян (рум. Beclean) — комуна у повіті Брашов в Румунії. До складу комуни входять такі села (дані про населення за 2002 рік):
- Беклян (629 осіб) — адміністративний центр комуни
- Бохолц (190 осіб)
- Калбор (245 осіб)
- Луца (84 особи)
- Хурез (404 особи)

Комуна розташована на відстані 180 км на північний захід від Бухареста, 56 км на захід від Брашова, 146 км на південний схід від Клуж-Напоки.

## Населення
За даними перепису населення 2002 року у комуні проживали 1552 особи.
Національний склад населення комуни:
| Національність | Кількість осіб | Відсоток |
| -------------- | -------------- | -------- |
| румуни         | 1380           | 88,9%    |
| цигани         | 148            | 9,5%     |
| угорці         | 22             | 1,4%     |
| німці          | 2              | 0,1%     |

Рідною мовою назвали:
| Мова      | Кількість осіб | Відсоток |
| --------- | -------------- | -------- |
| румунська | 1381           | 89,0%    |
| циганська | 148            | 9,5%     |
| угорська  | 21             | 1,4%     |
| німецька  | 2              | 0,1%     |

Склад населення комуни за віросповіданням:
| Релігія        | Кількість осіб | Відсоток |
| -------------- | -------------- | -------- |
| православні    | 1534           | 98,8%    |
| римо-католики  | 4              | 0,3%     |
| унітарії       | 4              | 0,3%     |
| адвентисти     | 3              | 0,2%     |
| греко-католики | 2              | 0,1%     |
| лютерани       | 2              | 0,1%     |
| атеїсти        | 1              | 0,1%     |